# Petar Introvič
Petar Introvič, vlastním jménem Petr Introvič (14. června 1951 Praha-Bubeneč – 9. ledna 2020) byl český bluesový zpěvák, harmonikář, kytarista a skladatel, nejvíce známý jako zakládající člen skupiny Bluesberry, se kterou hrál od roku 1971 do roku 2019.

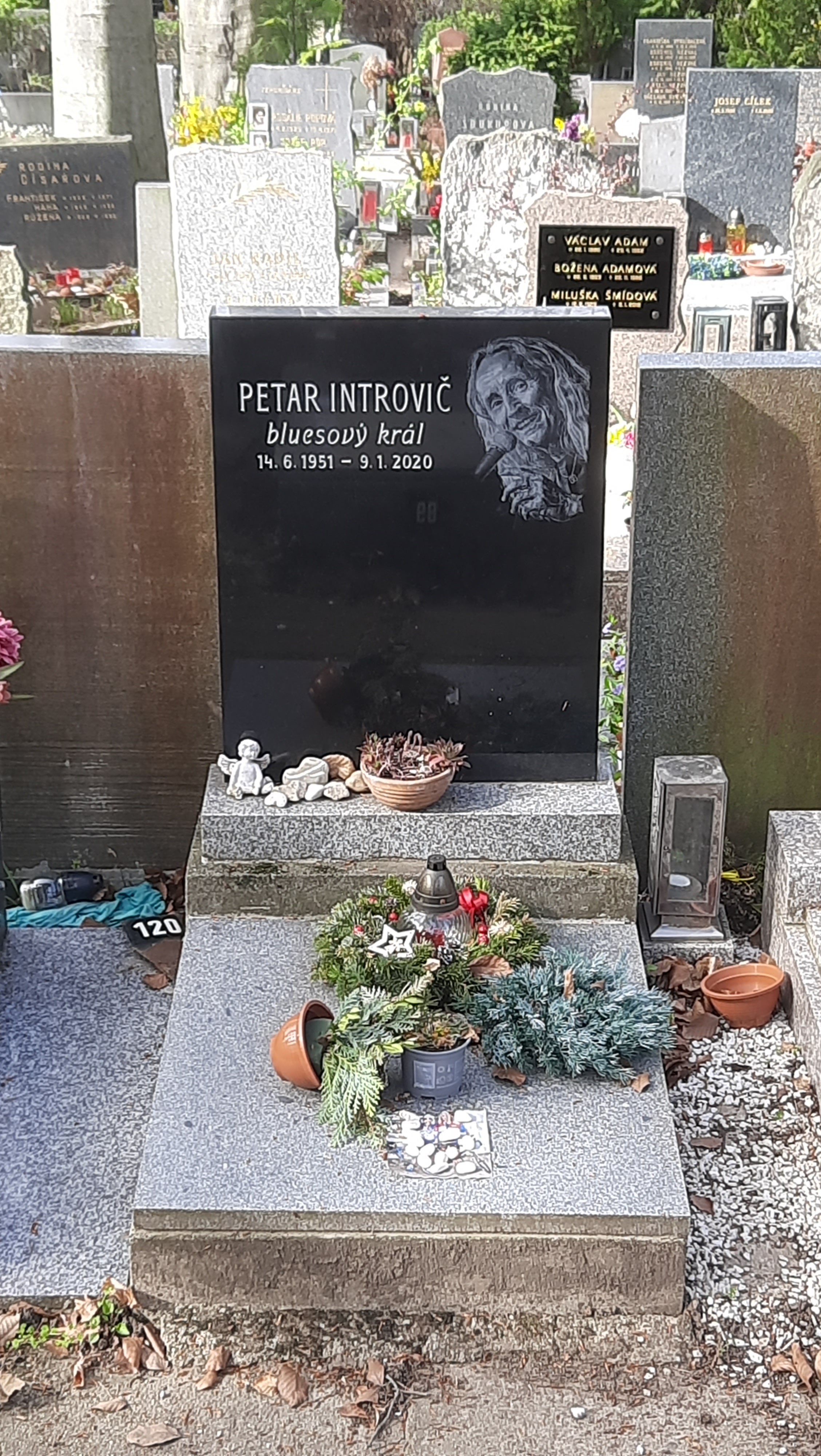
Hrob Petara Introviče na Vokovickém hřbitově

Byl propagátorem cyklistiky a působil v pražské Technické správě komunikací. V roce 2012 jej při návratu z koncertu v Malostranské besedě přepadli před jeho domem neznámí pachatelé a zranili ho na oku, hlavě a čelisti. V polovině června téhož roku se krátce po svých 61. narozeninách účastnil cyklistického závodu „Křivoklátské peklo“, kdy se během sjezdu ve vysoké rychlosti při sjezdu do obce Městečko chystal předjíždět osobní automobil. Ten však začal odbočovat doleva a Introvič proto vůz předjížděl zprava. Během manévru však o automobil zavadil a upadl. Následkem kolize byla poraněná žebra a obtíže s dýcháním. Proto byl Introvič uveden do umělého spánku. Ze svých zranění se však dostal. Další nehoda Introviče postihla v červnu 2019, po níž musel být uveden do umělého spánku.
Z umělého spánku se už neprobral, zemřel 9. ledna 2020 ve věku 68 let. Pohřben byl na Vokovickém hřbitově.